# Amenmesse
Amenmesse (també Amenmesses, Amenmose, Amenmoses o Amonmosis) fou un príncep pertanyent a la dinastia XIX de l'antic Egipte que es revoltà a Núbia contra el faraó Seti II i s'autoproclamà faraó de l'Alt Egipte, molt probablement durant dos anys, fins que fou vençut per l'exèrcit del legítim faraó, Seti II.
La ubiació del seu regnat dins la cronologia de la dinastia XIXa és un tema de debat. Existeixen tres teories al respecte:
1. Successor de Meremptah
Va succeir a Meremptah en circumstàncies poc clares, ja que no es creu que fos el legítim hereu, dignitat que corresponia a Seti II, nascut de la primera dona principal del faraó, mentre que Amenmesse hauria nascut d'una possible segona, Takhat.
2. Contemporani de Seti II
Una altra teoria és que fou un usurpador que va accedir al poder entre el tercer i el cinquè any de regnat de Seti i que probablement només fou reconegut a la part sud del país (Núbia i Etiòpia).
3. Successor de Seti II
Una tercera teoria és que Seti II va governar primer i que Amenmesses l'hauria succeït més tard, cosa que entra en contradicció amb el fet que, en algunes tombes, el nom de Seti s'hagi gravat al damunt del d'Amenmesse.
Aquestes i altres teories estan ara com ara damunt la taula sense que cap se'n pugui imposar.

## Noms
En néixer, el van batejar amb el nom d'Amenmesse (que vol dir 'Modelat per Amon'), però en versió grega Manetó l'esmenta com a Ammenemes. Durant el seu curt regnat com a faraó, prengué el nom de Menmire Setepenre (que significa 'Etern com Ra, escollit per Ra').
Altres noms que duia a causa dels seus títols imperials foren:
- Nom d'Horus: Kanakht Merymaat Sementawy
- Nom de Nebty (dees Nekhbet i Buto): Werbiaytemipetsut

## Antecedents familiars
Amenmesse era fill del faraó Seti II i Takhat, filla de Ramsès II. Els seus germans eren Seti-Merneptà, que va morir molt jove, i Siptà, futur faraó d'Egipte.
Avui dia, es posa en qüestió que la mare en fos Takhat (i la seva dona Baktwerel), ja que les inscripcions d'aquestes dues reines trobades a la tomba resultarien de la usurpació de la tomba per Takhat i per Baktwerel, que serien posteriors (serien la mare i la dona, respectivament, de Ramsès IX); però, tanmateix, hi ha una estàtua del faraó que porta la inscripció Takhak, gran esposa reial.

## Revolta contra Seti II
Nomenat governador de l'Alt Egipte pel faraó (Merneptà o Seti II, segons les versions), va aconseguir guanyar adeptes entre la classe dominant de la zona; sacerdots i prohoms. Finalment, va aprofitar el seu origen reial i va autoproclamar-se faraó.
D'aquesta manera, va començar una guerra civil entre l'Alt i el Baix Egipte, encarnats en les persones d'Amenmesse i Seti II, respectivament. Amenmesse va governar entre dos i quatre anys a l'entorn del 1200 aC.
S'han trobat nombroses inscripcions seves a l'Alt Egipte, especialment a la regió de Tebes (Karnak, Deir al-Madinah i Madinet Habu) i a Núbia (Buhen, on es va trobar una estela).
El seu regnat va acabar-se quan les tropes lleials a Seti II van derrotar-lo militarment i els sacerdots de Karnak van canviar de bàndol.

## Tomba d'Amenmesse
La seva tomba és la KV10, que no pot ser visitada, com s'hi van excavacions. És coneguda des del segle xviii, quan la va explorar Richard Pococke (1737-1738) i després James Burton, John Gardner Wilkinson i Robert Hay el 1825.
Part de la decoració està malmesa i una part no es va acabar. A aquesta tomba es van trobar tres mòmies, dues dones i un home, que no han estat identificats. Probablement una de les dones sigui Takhat. El 1992, va iniciar la investigació moderna i sistemàtica Otto James Schaden al front d'un equip de la Universitat d'Arizona i la Universitat de Memfis.